# Ján Sinapius-Horčička
Ján Sinapius-Horčička (* 1625 in Oravský Podzámok, damals Königreich Ungarn; † 6. August 1682 in Halle (Saale); auch Johann Sinapius der Ältere genannt) war ein slowakischer Humanist und Theologe. Er war der Bruder des  Theologen und Dichters Daniel Sinapius-Horčička und der Onkel des Historikers Johann Sinapius.

## Leben
Nach seinem Studium u. a. in Königsberg war er, dann zunächst als Konrektor, später Rektor in Bánovce nad Bebravou (Banowitz) und Hlohovec (Freistadtl). Ab 1652 war Sinapius als Pfarrer in Skalica (Skalitz), Veličná, Brezno und schließlich in Trenčín (Trentschin) im Waagtal. Wegen gegenreformatorischer Maßnahmen im Königlichen Ungarn wurde er zur Emigration gezwungen. Er ging ins Exil, zunächst in Görlitz, ab ca. 1677 in Halle an der Saale, wo er verstarb.

## Werke
- Henoch Cum Deo Ambulans (Görlitz: Zipper 1676)
- Chur Sächsisches Rauten Kräntzlein (o. O. 1677)
- Chur Sächsische Güldene Glaubens Kette (o. O. 1677)
- Sylvula venatoria (o. O. 1678)
- Pupilla Principum, Fürstlicher Aug=Apffel (Wittenberg: Ziegenbein [1679])
- Denck=Mahl Der Höchsten Schuldigkeit (Halle: Salfeld 1679)
- Clava Herculis (Jena: Bauhöfer 1681)
- Ornithica Sacra, Geistliche Vogel=Beitze (Halle: Walter [1682])
- Idea Boni Principis (Halle: Walter 1682)
- Jesus=Kind (Halle: Walter o. J.)